# کورینه‌باکتریوم
کورینه باکتریومها(نام علمی: Corynebacterium) باسیل‌های گرم مثبت هوازی گروهی غیر هم جنس از باکتری‌ها هستند که بر اساس خاصیت مورفولوژی سلولی خود طبقه‌بندی می‌شوند.

## جنس
این جنس مجموعه‌ای بزرگ و نامتجانس با بیش از ۱۰۰گونه و زیرگونه است که دارای دیواره سلولی متشکل از آرابینوز Arabinose، گالاکتوز Galactose و مزو دی آمینو پیمیلیک اسیدmeso-DAP می‌باشند.

## اکولوژی باکتری
کورینه باکتریوم‌ها در همه جا می‌باشند و در حیوانات و گیاهان یافت می‌شوند. در انسان معمولاً در روی پوست، دستگاه تنفسی فوقانی، مجاری معده‌ای روده‌ای و تناسلی ادراری یافت می‌گردند. گرچه تمام گونه‌های کورینه باکتریوم به عنوان پاتوژن فرصت طلب می‌باشند ولی گونه‌های اندکی در رابطه با بیماری‌های انسانی هستند که معروفترین این گونه‌ها، عامل بیماری دیفتری یعنی کورینه باکتریوم دیفتری می‌باشد.

## کورینه باکتریوم دیفتری
باسیل‌های گرم مثبت پلئومورفیک.

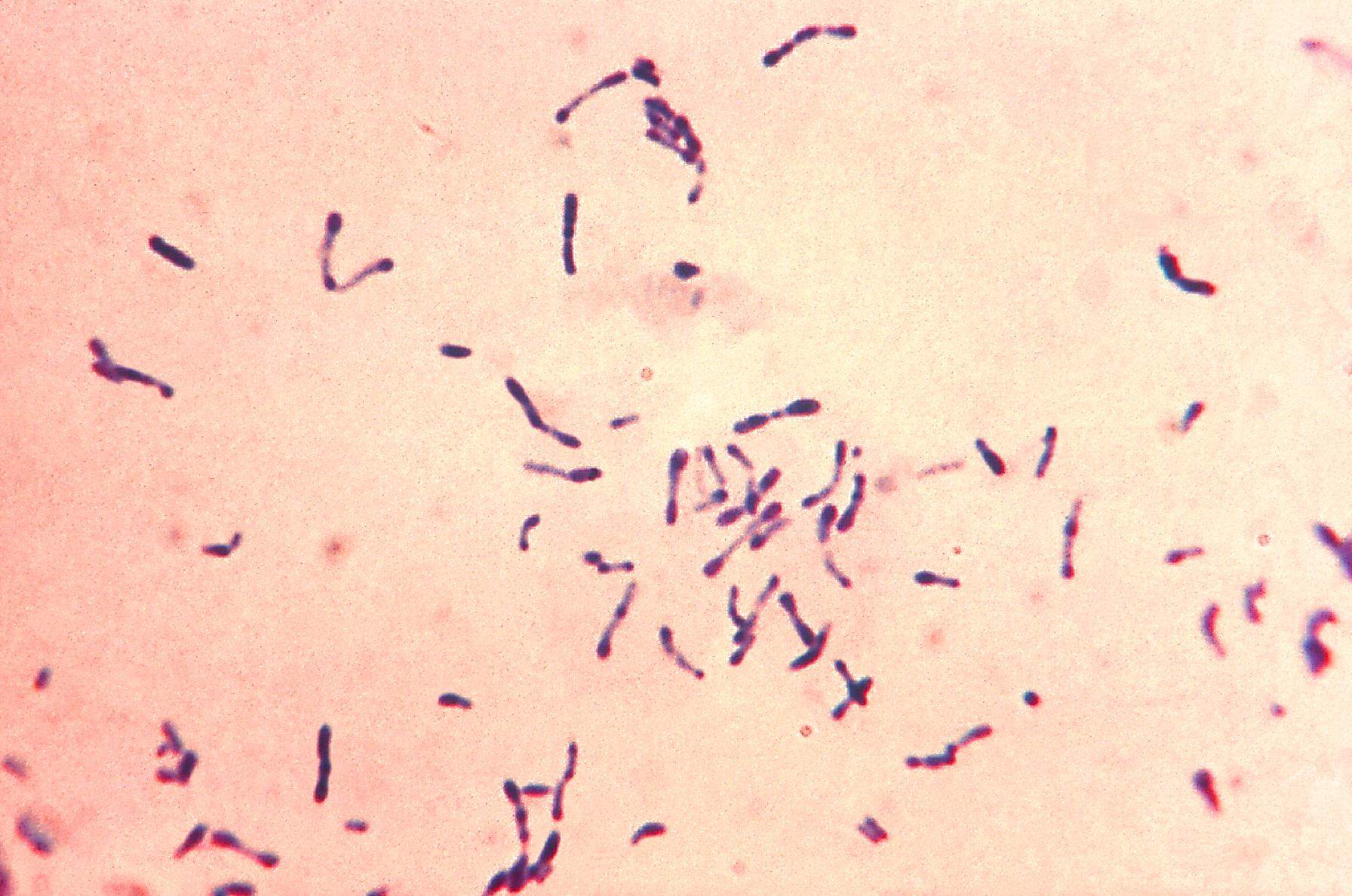
این تصویر میکروسکوپی رنگ‌آمیزی گرم، باکتری Corynebacterium diphtheriae را نشان می‌دهد که به‌صورت میله‌ای گرم-مثبت و دارای آرایش مشخص چینی‌نویسی (palisade arrangement) دیده می‌شود.

فاکتور بیماری زایی اصلی توکسین دیفتری است در واقع اگزوتوکسین A-B مانع سنتز پروتئین می‌شود.
عامل اتیولوژی آن فرم‌های تنفسی و پوستی است.

### تشخیص طبی
تشخیص میکروسکوپی غیراختصاصی است. در کورینه باکتریوم دیفتری و دیگر کورینه باکتریوم‌ها دانه‌های متاکروماتیک دیده می‌شود. تشخیص قطعی از طریق تست‌های بیوشیمیایی با تعیین توالی ژنی اختصاصی گونه صورت می‌گیرد.

### اتیولوژی بالینی
دیفتری تنفسی با شروع ناگهانی فارنژیت اگزوداتیو، گلودرد، تب با درجه پایین، کسالت و تجمع غشاء کاذب ضخیم بر روی حلق ایجاد می‌شود. مشکلات قلبی عصبی در بیماران شدید ناشی از توکسین باکتری است.
دیفتری پوستی با یک پاپول بر روی پوست ایجاد شده و به سمت یک اسکارغیرخوب شونده پیش می‌رود و علائم سیستماتیک ایجاد می‌کند.

### درمان
عفونت با آنتی توکسین دیفتری به منظور خنثی کردن اگزوتوکسین درمان می‌شود.
استفاده از پنی سیلین و اریترومایسین برای ازبین بردن کورینه باکتریوم دیفتری و توقف تولید توکسین ارجحیت دارد.
ایمن‌سازی بیمار در دوره نقاهت با توکسوئید دیفتری به منظور تحریک نمودن آنتی بادی‌های محافظتی باید صورت گیرد.
باکتری های کاپنوفیلیک آن هایی هستند که جهت رشد به CO2 نیاز دارند ،مثل بعضی سویه های کورینه باکتریوم.